# Scott Goldblatt
	Scott Daniel Goldblatt (Scotch Plains, 12 juli 1979) is een Amerikaans zwemmer. 

## Biografie
Goldblatt won tijdens de Olympische Zomerspelen 2000 de zilveren medaille op de 4x200m vrije slag. Vier jaar later kwam Goldblatt alleen uit in de series op de 4x200m vrije slag, zijn ploeggenoten zwommen naar het olympisch goud.

## Internationale toernooien
| Jaar | Olympische Spelen                                  | WK Langebaan                                       | WK kortebaan                                       |
| ---- | -------------------------------------------------- | -------------------------------------------------- | -------------------------------------------------- |
| 2000 | 9e 200m vrije slag · 4x200m vrije slag             |                                                    |                                                    |
| 2001 |                                                    | 8e 200m vrije slag · 4x200m vrije slag             |                                                    |
| 2002 |                                                    |                                                    |                                                    |
| 2003 |                                                    | 4x200m vrije slag · Goldblatt zwom enkel de series |                                                    |
| 2004 | 4x200m vrije slag · Goldblatt zwom enkel de series |                                                    | 4x200m vrije slag · Goldblatt zwom enkel de series |